# BigBRAIN
BigBRAIN è un atlante digitale del cervello, in 3D ad alta risoluzione e con definizione micrometrica, creato dai ricercatori del centro Forschungszentrum Jülich, in Germania, e della McGill University a Montréal con l'aiuto del supercomputer Juropa (Jülich Research on Petaflop Architecture).